# 鄺富劭
鄺富劭，CMG，LVO，FRSA（英語：Robert Francis Cornish，1942年5月18日—），英國外交官及商人，曾任威爾斯親王查爾斯的助理私人秘書，香港主權移交前夕曾任英國駐港高級商務專員，1997年7月至11月出任首任英國駐港總領事。鄺富劭退出外交工作後，現任西南旅遊主席。

## 生平

### 早年生涯
鄺富劭在1942年5月18日生於英國，父母分別為查爾斯·德里克·康沃爾（Charles Derrick Cornish）及凱瑟琳·康沃爾（Catherine Cornish），曾入讀查特豪斯公學及桑德赫斯特皇家軍事學院，1962年至1968年曾服役於英皇輕騎兵團第14及20營。

### 外交生涯
鄺富劭在1968年加入英國外交部，1969年至1976年間先後於馬來西亞吉隆坡、印尼雅加達及外交部本部任職，1976年至1980年在英國駐西德波恩大使館任職一等秘書，後來於1980年至1983年出任威爾斯親王查爾斯的助理私人秘書。鄺富劭在1983年至1986年調任英國駐汶萊高級專員，1986年至1990年在美國紐約的英國情報服務部（British Information Service）任總監，同時於華盛頓的英國駐美國大使館任情報顧問。在1990年至1993年，他調返外交部總部任新聞司（News Department）司長兼外交部發言人，當時的上司是外相韓達德。
在1993年，鄺富劭出任最後一任英國駐港高級商務專員，任內就香港主權移交事宜向港督彭定康提供意見。在1996年9月26日，中、英兩國政府達成協議，同意英國在香港特區成立後，在港設立一總領事館。英國政府隨後於1997年6月13日發出照會，內容指英女皇已任命鄺富劭為首任總領事，有關任命隨後在6月20日獲中國外交部確認，他遂於7月1日正式上任，成為主權移交後英國在香港的最高級外交代表。然而，鄺富劭在任並不長久，旋於同年11月卸任。

### 退休以後
卸任後，鄺富劭在1998年出任皇家國防學院高級教官，1998年至2001年獲英女皇任命為英國駐以色列大使，此後退出外交生涯。鄺富劭自2002年起任戈羅斯山物業有限公司（Gross Hill Properties Ltd）董事，2003年起又任悉尼及倫敦物業有限公司（Sydney & London Properties Ltd）董事，同年出任西南旅遊有限公司（South West Tourism Ltd）主席。

## 家庭
鄺富劭在1964年娶艾莉森·珍妮·丹達斯為妻，兩人育有三名女兒。

## 榮譽
- L.V.O. （1978年）
- C.M.G. （1994年）
- F.R.S.A. （2003年）

## 外部連結
- 英國駐香港及澳門總領事館 （页面存档备份，存于）

| 外交職務             | 外交職務                                 | 外交職務          |
| -------------------- | ---------------------------------------- | ----------------- |
| 前任： 首任          | 第1任英國駐港總領事 1997年7月-1997年11月 | 繼任： 貝恩德爵士 |
| 前任： 大衛·曼寧爵士 | 英國駐以色列大使 1998年-2001年           | 繼任： 古沛勤爵士 |